# Mártires vietnamitas
Se conoce como mártires vietnamitas (en vietnamita Các Thánh Tử đạo Việt Nam), también como mártires de Indochina, mártires de Tonkin, Annam y Cochinchina o Andrés Dung-Lac y Compañeros mártires (Anrê Dũng-Lạc và Các bạn tử đạo), a un grupo de fieles católicos, formado por obispos, presbíteros, religiosos y laicos, de los siglos XVIII y XIX, que fueron asesinados por causa de su fe en Vietnam. Fueron canonizados por el papa Juan Pablo II en 1988.

## Historia
En el siglo XIX se recrudeció la persecución religiosa contra los cristianos, especialmente bajo los reinados de Minh Mang (1820-1840) y de Tu Duc (1848-1883). Estos gobernantes vietnamitas optaron por una política de rechazo del cristianismo. Con el edicto de 1833, de Minh Mang, se prohibió toda actividad misionera y obligaba a los cristianos a abjurar de su fe a favor de las tradiciones religiosas de Vietnam. Este edicto se ensañaba de manera especial con los sacerdotes, vistos como las cabezas del movimiento cristiano. El primer sacerdote arrestado fue Pierre Tuy, el cual fue decapitado en 1833, al que siguieron otros sacerdotes.
Entre 1848 y 1860 fueron proclamados seis edictos de persecución que declaraban el confucianismo como la única fe de Vietnam. Esta posición se recrudeció aún más con las invasiones francesas. El cristianismo fue visto como una religión extranjera. Durante este periodo, algunas iglesias y conventos fueron destruidos, las religiosas dispersadas y muchos cristianos notables encarcelados. En la década de los 80 una serie de revueltas contra los franceses, desencadenó una ola fuerte de persecución cristiana, en la que fueron asesinados muchos sacerdotes y laicos. Francia conquistó el país en 1886 y desde entonces comenzó un periodo de paz.

## Culto

Martirio de Joseph Marchand, 1835.

Estos mártires cristianos fueron enterrados en forma anónima, pero su recuerdo permaneció vivo en el espíritu de la comunidad católica vietnamita, por ello, desde el inicio del siglo XX, 117 de este gran grupo, martirizados cruelmente, fueron elegidos y beatificados por la Santa Sede en cuatro celebraciones distintas. El primer grupo, de 64 personas, fue beatificado por el papa León XIII en 1900. El segundo, de ocho personas, por el papa Pío X, en 1906. El mismo pontífice beatificó un grupo de 20 mártires en 1909. Finalmente, el papa Pío XII beatificó los últimos 25, completando la lista en 117.
Los 117 mártires de Vietnam fueron canonizados por el papa Juan Pablo II, el 19 de junio de 1988, extendiendo su fiesta a la Iglesia universal, con el rango de memoria obligatoria. Dicha fiesta es recogida por el Martirologio romano el 24 de noviembre.

## Lista

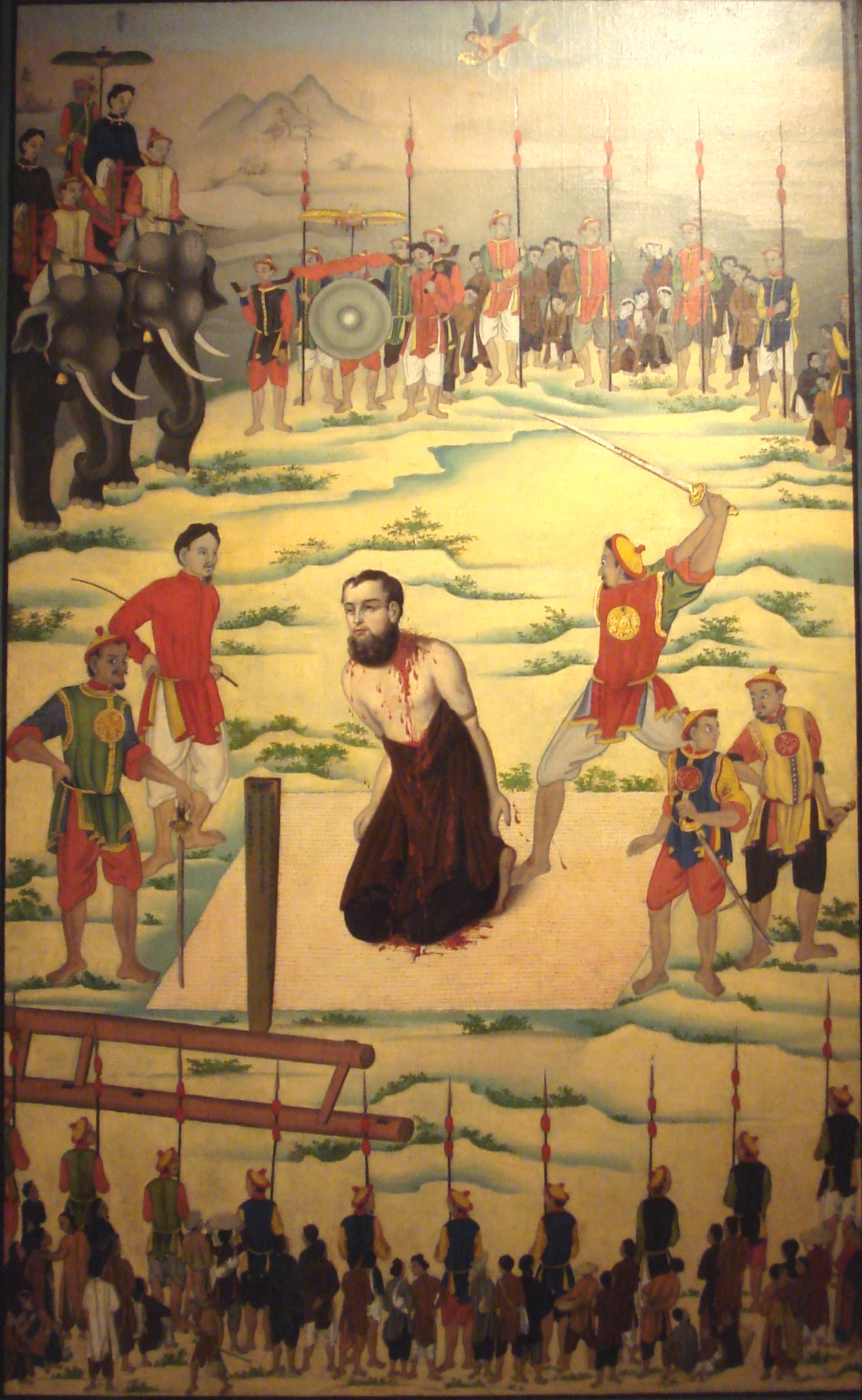
Martirio de San Pierre Borie, el 24 de noviembre de 1838 en Tonkin, Vietnam.

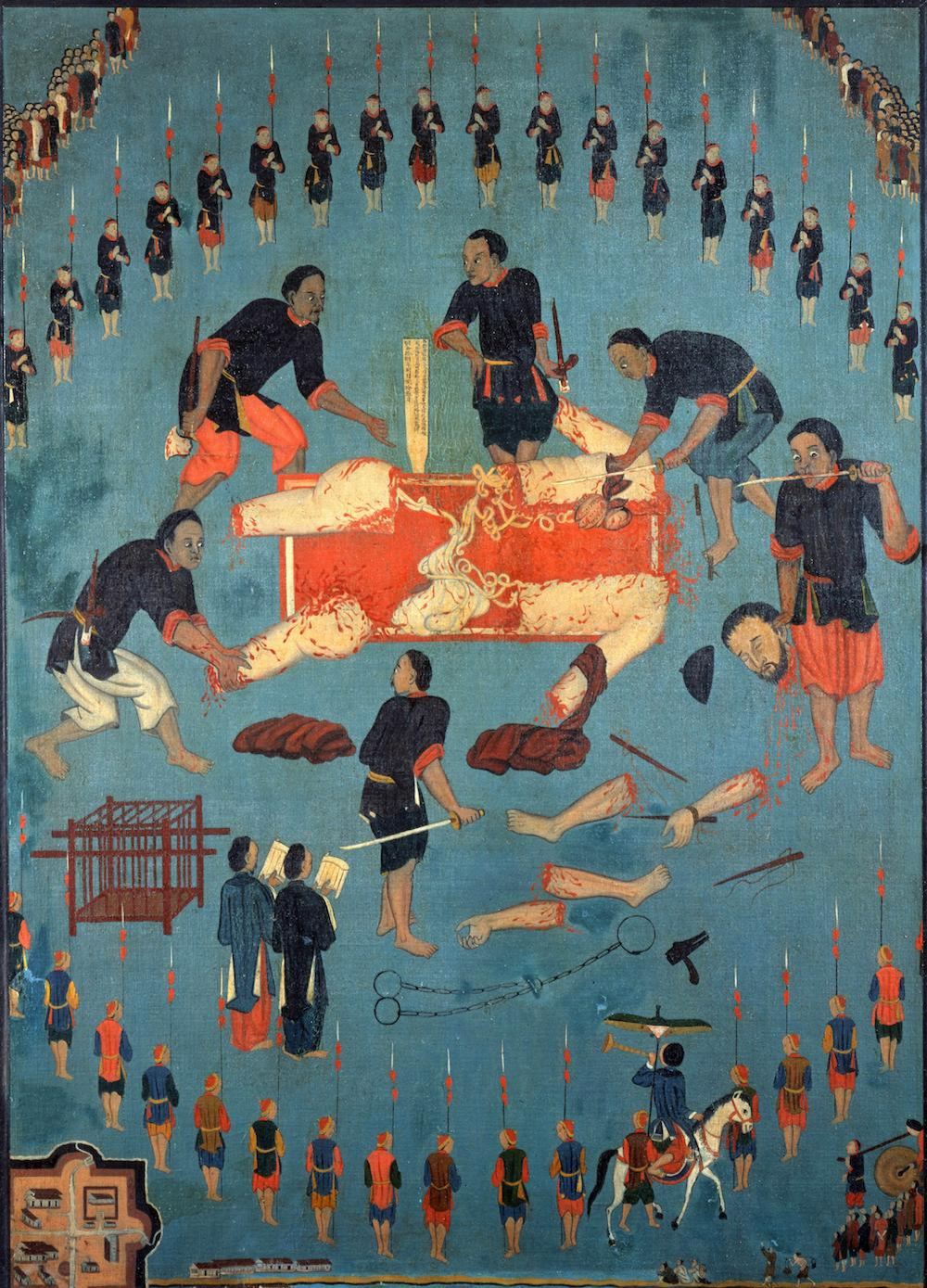
Martirio de Jean-Charles Cornay en 1837.

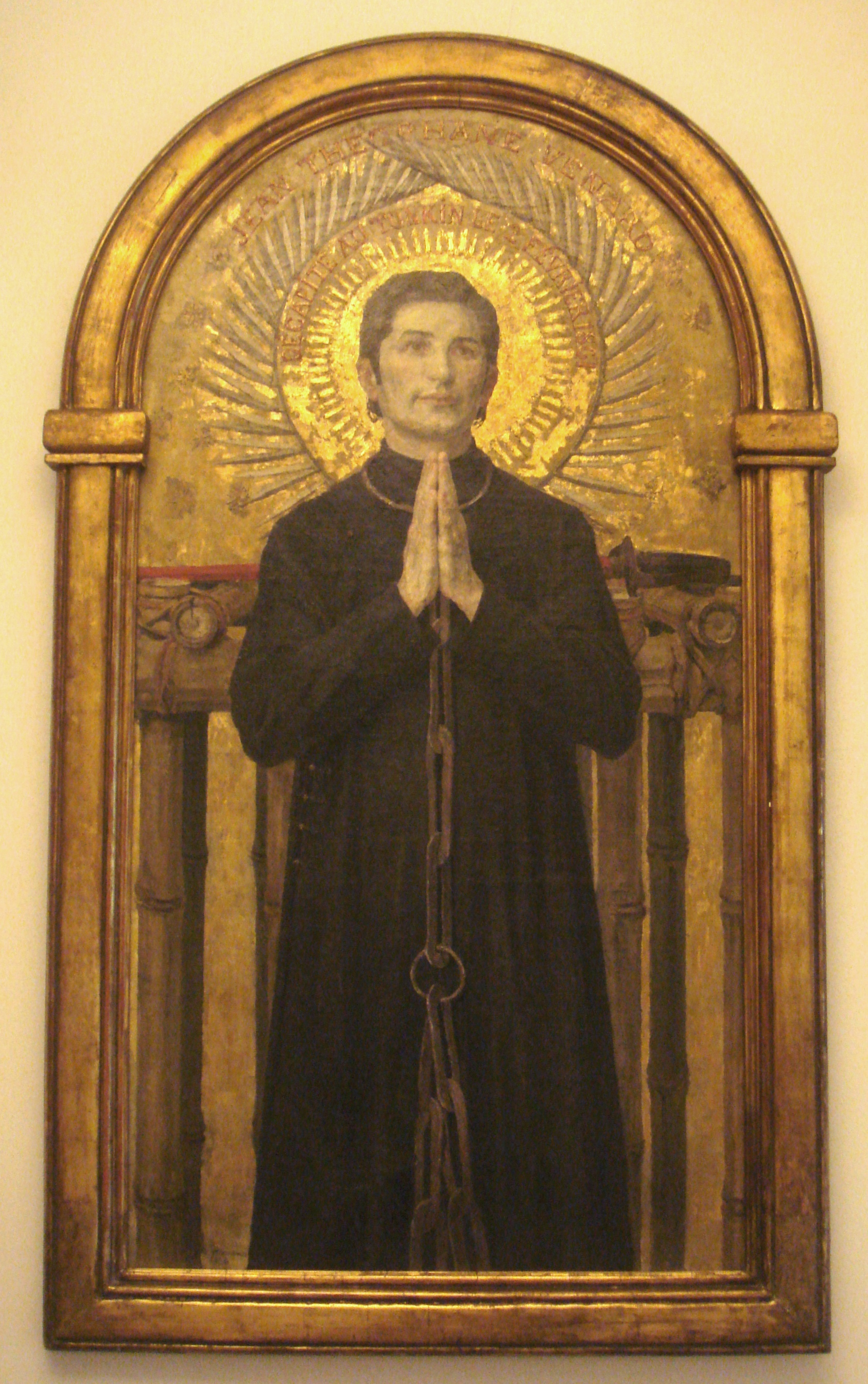
Théophane Vénard encadenado, martirizado en 1861.

El grupo de mártires vietnamitas incluye a ocho obispos, cincuenta sacerdotes, algunos miembros de la Orden de los Predicadores, otros de la Compañía de Jesús y de la Sociedad de las Misiones Extranjeras de París, además de un nutrido grupo de 59 fieles laicos. Según su nacionalidad, murieron unos 96 vietnamitas, 11 españoles y 10 franceses. De acuerdo al ministerio que desempeñaban, fueron asesinados 8 obispos, 50 presbíteros, un seminarista y 58 fieles laicos (entre estos 16 catequistas, 10 terciarios dominicos y solo una mujer). A continuación la lista en orden alfabético:
1. Agustín Nguyen Van Moi, laico t.o.p.
2. Agustín Phan Viet Huy, laico
3. Agustín Schoeffler, sacerdote m.e.p.
4. Andrés Dung-Lac, sacerdote
5. Andrés Nguyen Kim Thong, catequista
6. Andrés Tran Van Thong, laico
7. Andrés Tuong, laico
8. Antonio Nguyen Huu (Nam) Guynh, laico
9. Bernardo Vu Van Due, sacerdote
10. Clemente Ignacio Delgado Cebrian, obispo o.p.
11. Domingo (Nicolás) Dinh Dat, laico
12. Domingo Bui Van Uy, catequista t.o.p.
13. Domingo Cam, sacerdote t.o.p.
14. Domingo Henares, obispo o.p.
15. Domingo Huyen, laico
16. Domingo Mao, laico
17. Domingo Mau, sacerdote o.p.
18. Domingo Nguyen Van (Doan) Xuyen, sacerdote o.p.
19. Domingo Nguyen Van Hanh (Dieu), sacerdote o.p.
20. Domingo Nguyen, laico
21. Domingo Nhi, laico
22. Domingo Ninh, laico
23. Domingo Pham Thong (An) Kham, laico dominico
24. Domingo Tori, laico
25. Domingo Trach (Doai), sacerdote o.p.
26. Domingo Tuoc, sacerdote o.p.
27. Emanuel Le Van Phung, laico
28. Emanuel Nguyen Van Trieu, sacerdote
29. Esteban Nguyen Van Vinti, laico t.o.p.
30. Esteban Teodoro Cuenot, obispo m.e.p.
31. Felipe Phan Van Minh, sacerdote
32. Francisco Do Van (Hien Minh) Chieu, catequista
33. Francisco Gil de Federich, sacerdote o.p.
34. Francisco Isidoro Gagelin, sacerdote m.e.p.
35. Francisco Jaccard, sacerdote m.e.p.
36. Francisco Javier Can, catequista
37. Francisco Javier Ha Thong Mau, catequista dominico
38. Francisco Phan Van Trung, laico
39. Inés le Thi Thanh (De), laica
40. Jacinto Castañeda, sacerdote o.p.
41. Jerónimo Hermosilla, obispo o.p.
42. José Dang Dinh (Nien) Vien, sacerdote
43. José Do Quang Hien, sacerdote o.p.
44. José Fernández, sacerdote o.p.
45. José Hoang Luong Canh, laico dominico
46. José Le Dang Thi, laico
47. José Marchand, sacerdote m.e.p.
48. José María Díaz Sanjurjo, obispo o.p.
49. José Nguyen Dinh Nghi, sacerdote
50. José Nguyen Dinh Upen, catequista t.o.p.
51. José Nguyen Duy Khang, catequista t.o.p.
52. José Nguyen Van Luu, catequista
53. José Pham Thong (Cai) Ta, laico
54. José Tuan, laico
55. José Tuan, sacerdote o.p.
56. José Tuc, laico
57. Juan Bautista Con, laico
58. Juan Bautista Dinh Van Thanh, catequista
59. Juan Carlos Cornay, sacerdote m.e.p.
60. Juan Dat, sacerdote
61. Juan Doan Trinh Hoan, sacerdote
62. Juan Luis Bonnard, sacerdote m.e.p.
63. Juan Teofano Venard, sacerdote m.e.p.
64. Lorenzo Ngon, laico
65. Lorenzo Nguyen Van Huong, sacerdote
66. Lucas Pham Thong (Cai) Thin, laico
67. Lucas Vu Ba Loan, sacerdote
68. Martín Ta Duc Thinh, sacerdote
69. Martín Tho, laico
70. Mateo Alonso de Leciniana, sacerdote o.p.
71. Mateo Le Van Gam, laico
72. Mateo Nguyen van (Nguyen) Phuong, laico
73. Melchor García Sampedro, obispo o.p.
74. Miguel Ho Dinh Hy, laico
75. Miguel Nguyen Huy My, laico
76. Nicolás Bui Duc The, laico
77. Pablo Hanh, laico
78. Pablo Lè Bao Tinh, sacerdote
79. Pablo Le Van Loc, sacerdote
80. Pablo Nguyen Ngan, sacerdote
81. Pablo Nguyen Van My, catequista
82. Pablo Phan Khac Khoan, sacerdote
83. Pablo Tong Viet Buong, laico
84. Pallo (Dong) Duong, laico
85. Pedro Almató, sacerdote o.p.
86. Pedro Da, laico
87. Pedro Doan Long Quy, sacerdote
88. Pedro Doan Van Van, catequista
89. Pedro Dumoulin Borie, obispo m.e.p
90. Pedro Dung, laico 06-06-1862
91. Pedro Francisco Nerón, sacerdote m.e.p.
92. Pedro Khanh, sacerdote
93. Pedro Le Tuy, sacerdote
94. Pedro Nguyen Ba Tuan, sacerdote
95. Pedro Nguyen Dich, laico
96. Pedro Nguyen Khac tu, catequista
97. Pedro Nguyen Van Hieu, catequista
98. Pedro Nguyen Van Luu, sacerdote
99. Pedro Nguyen Van Tu, sacerdote o.p.
100. Pedro Pham Van Tizi, sacerdote
101. Pedro Thuan, laico
102. Pedro Truong Van Duong, catequista
103. Pedro Vo Bang Khoa, sacerdote
104. Pedro Vu Van Truat, catequista
105. Santiago Do Mai Nam, sacerdote
106. Simón Phan Dac Hoa, laico
107. Tomás Dinh Viet Du, sacerdote o.p.
108. Tomás Khuong, sacerdote t.o.p.
109. Tomás Nguyen Van De, laico t.o.p.
110. Tomás Toan, catequista t.o.p.
111. Tomás Tran Van Thien, seminarista
112. Valentín de Berriochoa, obispo o.p.
113. Vicente Do Yen, sacerdote o.p.
114. Vicente Duong, laico
115. Vicente Le Ouang Liem, sacerdote o.p.
116. Vicente Nguyen The Diem, sacerdote
117. Vicente Tuong, laico[1]